# Fallone di Gravina

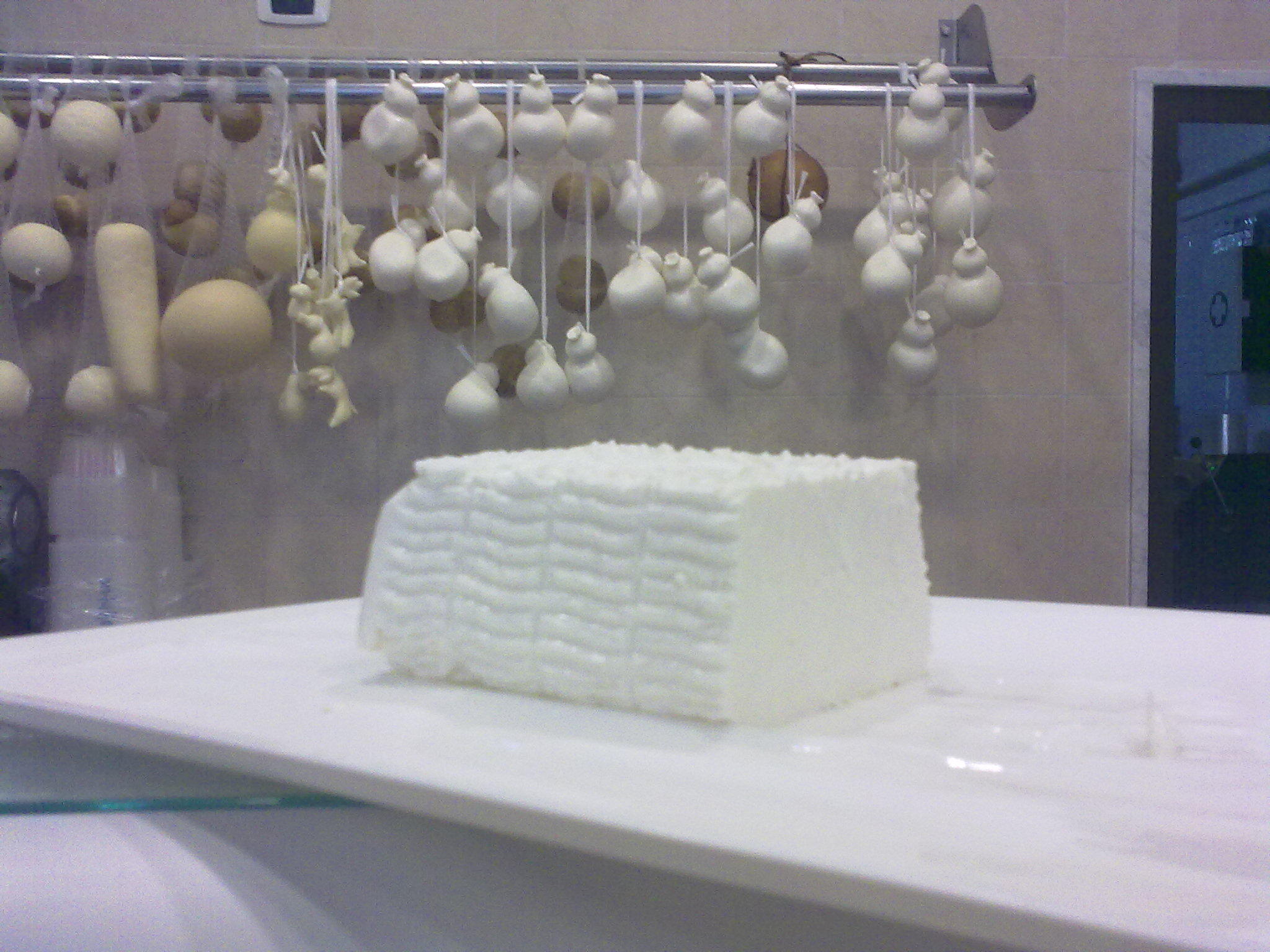
Queso fresco fallone di Gravina.

El fallone di Gravina es un queso fresco y delicado producido en la zona de Gravina, en la provincia de Bari (Italia). El fallone se consume muy fresco, posiblemente el mismo día en que se elabora. Los artesanos de Apulia lo producen siempre con leche cruda, mientras las queserías emplean leche pasteurizada. Aparte de esta diferencia la receta no cambia, añadiéndose a la leche de oveja un porcentaje de leche de cabra (10-15%) para dar a la pasta una carácter más decidido. La cuajada se picada finamente y se limpia de suero con las manos, se divide en porciones, y se introduce en moldes de plástico que han reemplazado a los más antiguos de mimbre. El fallone está listo pronto para su consumo: textura suave, grasa y compacto, con un sabor distintivo.
Desde 2009 el consorcio de operadores de alimentos de la Murgia (C.O.Agri) ha puesto en práctica políticas para la mejora del fallone di Gravina a la manera tradicional.